# ITC-anlæg
ITC er en forkortelse af "Internal Train Control". Det bruges til at styre og overvåge et eller to lokomotiver fra en styrevogn eller et lokomotiv. Når ITC bruges til styrevognskørsel kan der være op til to lokomotiver i togstammen. Ligeledes kan der være to lokomotiver, hvis det ene lokomotiv fjernstyres fra det andet.
Lokomotiver i Danmark, der er udstyret med ITC
- Litra ME
- Litra MZ
- Litra MY
- Litra MX

Det er ikke sikkert alle lokomotiver af samme litra er udstyret med ITC.
| Jernbane | Spire Denne jernbaneartikel er en spire som bør udbygges. Du er velkommen til at hjælpe Wikipedia ved at udvide den. |